# ムーカンチャイ県
ムーカンチャイ県（ムーカンチャイけん、ベトナム語：Huyện Mù Cang Chải?）は、ベトナム社会主義共和国イエンバイ省の県である。面積は1,197.2 km²、人口は60,740人（2018年）である。

## 行政区画
1市鎮13社を管轄する。